# Felix Benitez Rexach
Pour les articles homonymes, voir Benitez et Rexach.
Felix Benitez Rexach, né le 27 mars 1886 sur l'île de Vieques au large de Porto Rico et mort le 2 novembre 1975 à Porto Rico, est un homme d'affaires portoricain.

## Biographie
Très tôt, il perd ses parents et est élevé par son grand-père, Don Pepe Reixach. Ce dernier lui désignera comme précepteur et éducateur son ami d'enfance, le curé de Vieques, qui lui fait connaître les grands classiques de la littérature française, les splendeurs de l'épopée napoléonienne, mais aussi les prostituées qu'il fait venir directement de Porto Rico.
À vingt et un ans, il devient l'un des plus jeunes ingénieurs des Caraïbes. Il crée son entreprise, qui en quelques mois compte plus de 80 salariés.
Il se marie par devoir, afin de sceller la toute-puissance familiale sur l'île de Vieques, avec sa propre cousine, Doña Ines Benitez Reixach, qui lui donnera quatre enfants : René, Gilberto, Félicio et Graziella. À la suite de ses frasques conjugales, le divorce sera prononcé à ses torts après seize ans de mariage.
Devenu le grand bâtisseur de Porto Rico, multimilliardaire à trente ans à peine, il rencontre, lors d'un voyage à New York une jeune artiste française, qui se fait appeler La môme Moineau. Un mois plus tard, il l'épouse, et en fait l'une des femmes les plus riches du monde. Dès leur rencontre, il lui vouera une passion dévorante et une admiration sans borne qui dureront toute sa vie.
En 1927, il rencontre à Saint-Domingue le chef des armées Rafael Trujillo, qui de sa forteresse Ozama soutient son propre président de la République Horacio Vásquez. Bientôt, ses manigances viendront à bout du vieux président et Rafael Trujillo fera entrer Saint-Domingue dans une ère de terreur et de sang.

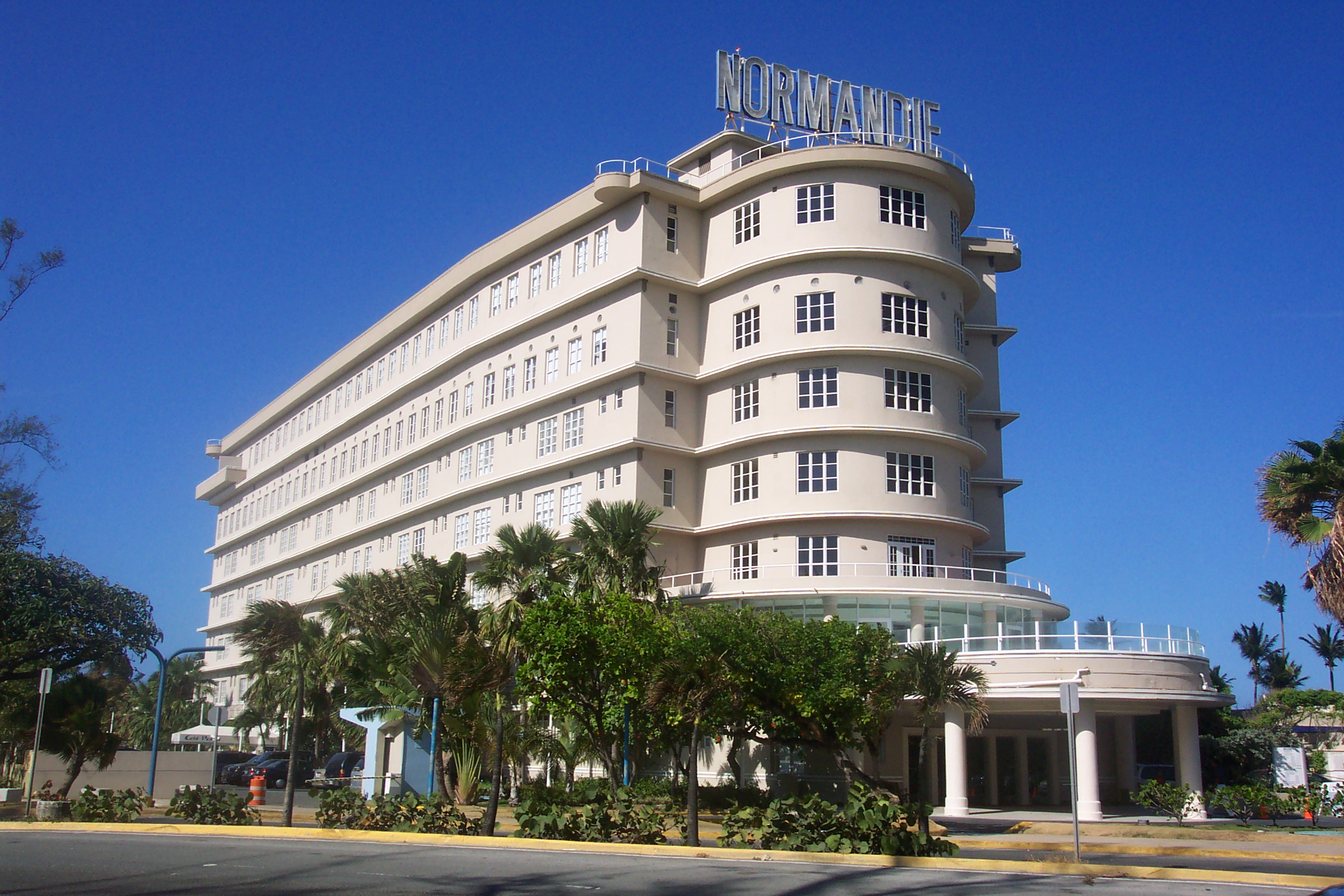
Hôtel Normandie.

Après le passage du cyclone San Zenon, Félix Benitez se voit confier les travaux de génie civil ainsi que la reconstruction de tous les ports de Saint-Domingue. Ainsi, il triple sa fortune, par ailleurs déjà colossale. Fou d'amour pour sa môme Moineau, il lui fait construire le palace « Normandie » en souvenir d'un voyage avec elle sur le célèbre paquebot. Aujourd'hui, le « Normandie » est classé trésor culturel national par le gouvernement américain. Il la couvre de bijoux, lui offre yachts, avions, hôtels particuliers, avec cette phrase qui étonne tout le monde : « C'est juste pour que la petite s'amuse ».
En janvier 1968, son épouse décède à Neuilly. Il meurt le 2 novembre 1975 à Porto Rico.
Benitez est enterré à Porto Rico auprès du mausolée de sa môme Moineau, au cimetière marin historique d'El Moro. Un buste le représente, regardant vers la mer.

## Source
- Michel Ferracci-Porri, La Môme Moineau, Éditions Normant, novembre 2006